# Henrik Lundqvist
Henrik Lundqvist (ur. 2 marca 1982 w Åre) – szwedzki hokeista, reprezentant Szwecji, trzykrotny olimpijczyk.

## Życie prywatne
Rodzicami Henrika i jego brata bliźniaka Joela są Eva Johansson i Peter Lundqvist. Obaj dorastali w Åre, Jämtland, obszar, gdzie narciarstwo alpejskie jest najbardziej popularnym sportem, ale Henrik i Joel postanowił uprawiać inną popularną dyscyplinę sportową, którą jest hokej. Podczas zimy nauczyciele przedszkola wykorzystywali zamarzniętą piaskownicę (9 m x 3 m) na świeżym powietrzu, gdzie bliźnięta nieraz jeździli. Ich pasja do hokeja wzrosła jeszcze bardziej, gdy ojciec Peter wziął bliźniaki, aby zobaczyć Västra Frölunda, który grał HC w Scandinavium. W 1990 roku Henrik i Joel trafili do klubu Järpens IF. Podczas jednej z lekcji praktyki, kiedy trener zapytał, czy ktoś chciał być bramkarzem, Joel złapał i podniósł rękę Henrik i powiedział, że jego brat chciałby. W 1993 roku rodzina przeniosła się do Båstad, Scania, w południowej Szwecji w celu wspierania kariery tenisowej ich starszej siostry Gabrielli. Ma żonę Therese i córkę Charlise (ur. 2012).

## Kariera
- Rögle BK J18 (1997/1998)
- Rögle BK J20 (1997/1998)
- Frölunda J20 (1998-2001)
  -  Mölndal (2001)
- Frölunda HC (2001-2005)
- New York Rangers (2005-2020)

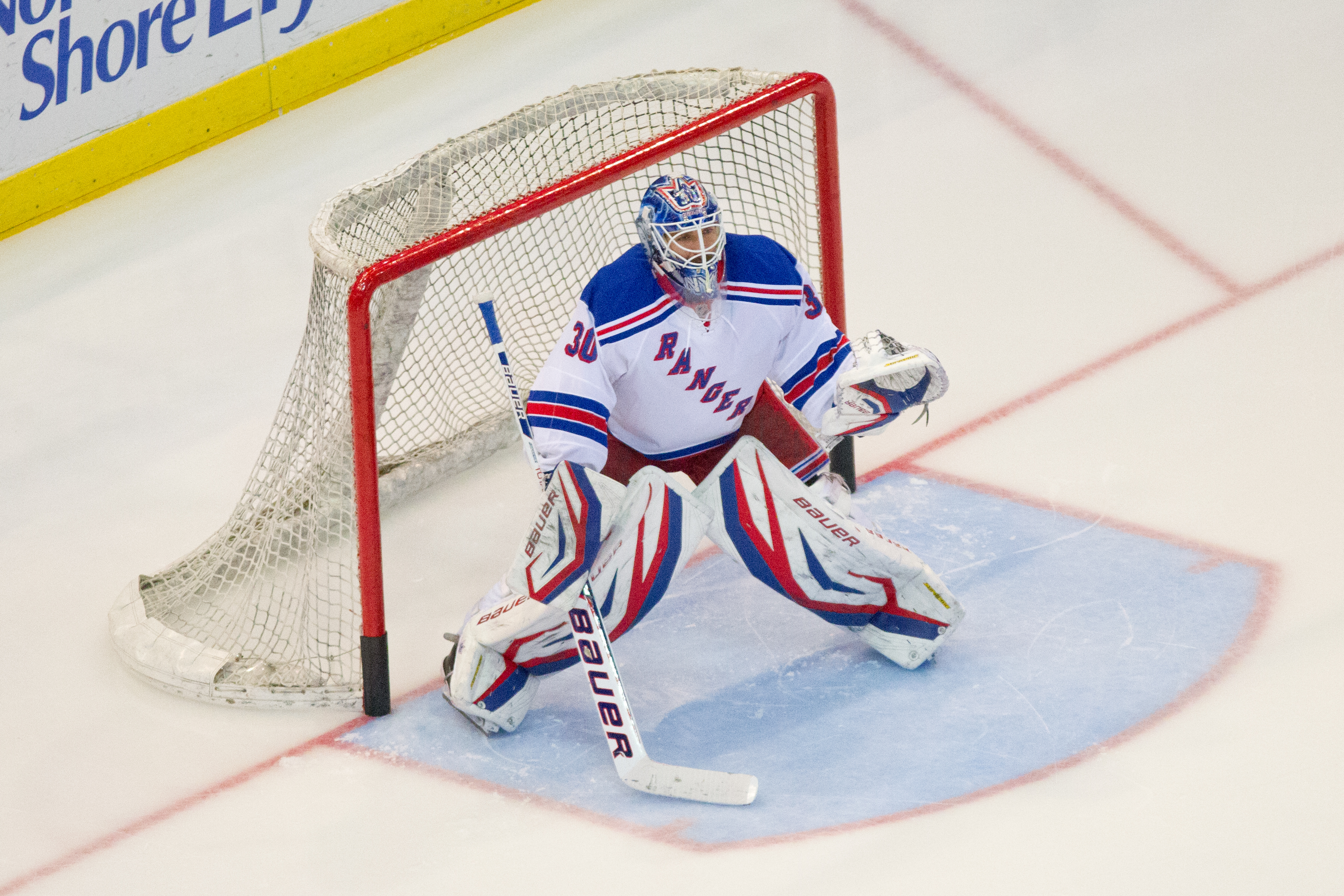
Henrik Lundqvist w barwach New York Rangers (2013)

Wychowanek klubu Järpens IF. W latach 1998–2005 był zawodnikiem Frölunda (początkowo w drużynie juniorskiej) w rozgrywkach Elitserien. W drafcie NHL z 2000 został wybrany przez New York Rangers. W lidze NHL występuje od 2005 w barwach nowojorskiej drużyny. W 2008 podpisał sześcioletni kontrakt z klubem. W grudniu 2013 przedłużył kontrakt o siedem lat. Po 15 latach w Nowym Jorku w październiku 2020 przeszedł do Washington Capitals. W barwach tego klubu nie występował jednak w sezonie NHL (2020/2021) z powodu problemów zdrowotnych z sercem. W sierpniu 2021 ogłosił zakończenie kariery zawodniczej.
Uczestniczył w turniejach mistrzostw świata 2003, 2004, 2005, 2008, 2017, 2019, Pucharu Świata 2004, 2016, zimowych igrzysk olimpijskich 2006, 2010, 2014.
W trakcie kariery zyskał pseudonim King Henrik.

## Sukcesy
Reprezentacyjne
- Brązowy medal mistrzostw świata juniorów do lat 18: 2000
- Srebrny medal mistrzostw świata: 2003, 2004
- Złoty medal igrzysk olimpijskich: 2006
- Srebrny medal zimowych igrzysk olimpijskich: 2014
- Złoty medal mistrzostw świata: 2017

Klubowe
- Złoty medal mistrzostw Szwecji: 2003, 2005 z Frölunda

Indywidualne
- Elitserien 2001/2002:
  - Årets Junior - najlepszy szwedzki junior sezonu
- Elitserien 2002/2003:
  - Pierwsze miejsce w klasyfikacji średniej goli straconych na mecz
  - Piąte miejsce w klasyfikacji skuteczności interwencji
  - Trofeum Honkena - nagroda dla najlepszego bramkarza sezonu
  - Skład gwiazd
- Mistrzostwa Świata w Hokeju na Lodzie 2004:
  - Skład gwiazd turnieju
  - Najlepszy bramkarz turnieju
- Elitserien 2003/2004:
  - Trofeum Honkena - nagroda dla najlepszego bramkarza sezonu
  - Skład gwiazd
- Elitserien 2004/2005:
  - Pierwsze miejsce w klasyfikacji średniej goli straconych na mecz
  - Piąte miejsce w klasyfikacji skuteczności interwencji
  - Trofeum Honkena - nagroda dla najlepszego bramkarza sezonu
  - Guldpucken (Złoty Krążek) - nagroda dla najlepszego zawodnika sezonu
  - Guldhjälmen (Złoty Kask) - nagroda dla najbardziej wartościowego zawodnika
  - Skład gwiazd
- NHL (2005/2006):
  - NHL All-Rookie Team
- NHL (2008/2009):
  - NHL All-Star Game
- Zimowe Igrzyska Olimpijskie 2010 - turniej mężczyzn:
  - Pierwsze miejsce w klasyfikacji średniej goli straconych na mecz: 1,34
  - Pierwsze miejsce w klasyfikacji liczby meczów bez straty gola: 2
- NHL (2010/2011):
  - NHL All-Star Game
- NHL (2011/2012):
  - Trzecie miejsce w klasyfikacji skuteczności interwencji w sezonie zasadniczym: 93,0%
  - Czwarte miejsce w klasyfikacji średniej goli straconych na mecz w sezonie zasadniczym: 1,97
  - Trzecie miejsce w klasyfikacji liczby meczów bez straty gola: 8
  - Trzecie miejsce w klasyfikacji zwycięstw meczowych wśród bramkarzy: 39
- NHL (2012/2013):
  - NHL All-Star Game
  - Piąte miejsce w klasyfikacji skuteczności interwencji w sezonie zasadniczym: 92,6%
  - Piąte miejsce w klasyfikacji średniej goli straconych na mecz w sezonie zasadniczym: 2,05
  - Pierwsze miejsce w klasyfikacji zwycięstw meczowych wśród bramkarzy: 24
  - Trofeum Vezina
  - Drugi skład gwiazd[9]
- Hokej na lodzie na Zimowych Igrzyskach Olimpijskich 2014 – turniej mężczyzn:
  - Czwarte miejsce w klasyfikacji średniej straconych goli na mecz w turnieju: 1,50
  - Pierwsze miejsce w klasyfikacji liczby meczów bez straty gola w turnieju: 2 w 6 spotkaniach
  - Pierwsze miejsce w klasyfikacji liczby obronionych strzałów w turnieju: 150
  - Skład gwiazd turnieju
- NHL (2017/2018):
  - NHL All-Star Game
- Mistrzostwa Świata w Hokeju na Lodzie 2017/Elita:
  - Pierwsze miejsce w klasyfikacji skuteczności interwencji w turnieju: 94,57%[10]
  - Pierwsze miejsce w klasyfikacji średniej goli straconych na mecz w turnieju: 1,31

Wyróżnienie
- Galeria Sławy IIHF: 2025[11]

## Statystyki

### Sezon regularny
| Sezon   | Drużyna          | Liga | Mecze | Zwycięstwa | Porażki | Remisy | T  | OTL   | SA     | MIN | GA | Obronione strzały | GAA   | SV% |
| ------- | ---------------- | ---- | ----- | ---------- | ------- | ------ | -- | ----- | ------ | --- | -- | ----------------- | ----- | --- |
| 2000–01 | Frölunda HC      | SEL  | 4     | —          | —       | —      | —  | —     | 191    | 11  | 0  | 3.46              | 88,17 |     |
| 2001–02 | Frölunda HC      | SEL  | 20    | —          | —       | —      | —  | —     | 1,153  | 52  | 2  | 2.71              | 89,90 |     |
| 2002–03 | Frölunda HC      | SEL  | 28    | —          | —       | —      | —  | —     | 1,651  | 40  | 6  | 1.45              | 94,81 |     |
| 2003–04 | Frölunda HC      | SEL  | 48    | —          | —       | —      | —  | —     | 2,898  | 105 | 7  | 2.17              | 92,71 |     |
| 2004–05 | Frölunda HC      | SEL  | 44    | 30         | 6       | 3      | 2  | —     | 2,641  | 79  | 6  | 1.79              | 93,55 |     |
| 2005–06 | New York Rangers | NHL  | 53    | 30         | 12      | —      | 9  | 1,485 | 3,111  | 116 | 2  | 2.24              | .922  |     |
| 2006–07 | New York Rangers | NHL  | 70    | 37         | 22      | —      | 8  | 1,927 | 4,108  | 160 | 5  | 2.34              | .917  |     |
| 2007–08 | New York Rangers | NHL  | 72    | 37         | 24      | —      | 10 | 1,823 | 4,304  | 160 | 10 | 2.23              | .912  |     |
| 2008–09 | New York Rangers | NHL  | 70    | 38         | 25      | —      | 7  | 2,007 | 4,153  | 168 | 3  | 2.43              | .916  |     |
| SEL     | SEL              | SEL  | 144   | —          | —       | —      | —  | —     | 8,534  | 287 | 21 | 1.99              |       |     |
| NHL     | NHL              | NHL  | 265   | 142        | 83      | —      | 34 | 7,242 | 15,678 | 604 | 20 | 2.31              | .917  |     |

### Post-season
| Sezon   | Drużyna          | Liga | Mecze | Wygrane | Przegrane | SA   | MIN | GA | Obronione strzały | GAA   | SV% |
| ------- | ---------------- | ---- | ----- | ------- | --------- | ---- | --- | -- | ----------------- | ----- | --- |
| 2001–02 | Frölunda HC      | SEL  | 8     | —       | —         | 490  | 18  | 2  | 2.21              | 93,10 |     |
| 2002–03 | Frölunda HC      | SEL  | 12    | —       | —         | 740  | 26  | 2  | 2.11              | 92,17 |     |
| 2003–04 | Frölunda HC      | SEL  | 10    | —       | —         | 610  | 20  | 0  | 1.97              | 93,61 |     |
| 2004–05 | Frölunda HC      | SEL  | 14    | 12      | 2         | 855  | 15  | 6  | 1.05              | 96,16 |     |
| 2005–06 | New York Rangers | NHL  | 3     | 0       | 3         | 177  | 13  | 0  | 4.41              | .835  |     |
| 2006–07 | New York Rangers | NHL  | 10    | 6       | 4         | 637  | 22  | 1  | 2.07              | .924  |     |
| 2007–08 | New York Rangers | NHL  | 10    | 5       | 5         | 608  | 26  | 1  | 2.57              | .909  |     |
| 2008–09 | New York Rangers | NHL  | 7     | 3       | 4         | 380  | 19  | 1  | 3.00              | .908  |     |
| SEL     | SEL              | SEL  | 44    | —       | —         | 2695 | 79  | 10 | 1.76              | —     |     |
| NHL     | NHL              | NHL  | 30    | 14      | 16        | 1802 | 80  | 3  | 2.66              | .907  |     |